# Phyllostomus
Genre
Phyllostomus est un genre de chauves-souris.

## Liste des espèces
- Phyllostomus discolor Wagner, 1843
- Phyllostomus elongatus (E. Geoffroy, 1810)
- Phyllostomus hastatus (Pallas, 1767)
- Phyllostomus latifolius (Thomas, 1901)